# Thomas Floutz
Thomas „Thom“ Floutz ist ein Maskenbildner und Spezialeffektkünstler.

## Leben
Floutz begann seine Karriere im Filmstab 1986 mit Horrorfilmen wie Critters – Sie sind da! und Freitag der 13. Teil VI – Jason lebt. In den drauf folgenden Jahren wirkte er an größeren Hollywoodproduktionen wie Beetlejuice, Sieben und Independence Day mit. 2009 war er für Guillermo del Toros Actionfilm Hellboy – Die goldene Armee zusammen mit Mike Elizalde für den Oscar in der Kategorie Bestes Make-up und beste Frisuren nominiert, es gewann in diesem Jahr jedoch der Fantasyfilm Der seltsame Fall des Benjamin Button. Floutz wirkte unter weiteren renommierten Regisseuren wie David Fincher, Spike Jonze, Tim Burton, Kenneth Branagh und Brian De Palma. Seit Beginn der 2000er Jahre war er an zahlreichen Superheldenfilmen tätig, darunter X-Men: Der letzte Widerstand, Spider-Man 3, Marvel’s The Avengers und Batman v Superman: Dawn of Justice.
Neben seinen Filmengagements war Floutz auch für das Fernsehen tätig, darunter die Serien Nip/Tuck – Schönheit hat ihren Preis, Private Practice, Navy CIS und Grey’s Anatomy. Für sein Wirken war er zwischen 1993 und 2011 fünf Mal für den Primetime Emmy nominiert, den er 2002 für eine Folge der Serie Six Feet Under – Gestorben wird immer gewinnen konnte.

## Filmografie (Auswahl)
- 1986: Critters – Sie sind da! (Critters)
- 1988: Beetlejuice
- 1988: Der Blob (The Blob)
- 1989: Nightmare on Elm Street 5 – Das Trauma (A Nightmare on Elm Street 5: The Dream Child)
- 1989: Ghostbusters II
- 1991: Showdown in Little Tokyo
- 1993: Hot Shots! Der zweite Versuch (Hot Shots! Part Deux)
- 1995: Sieben (Se7en)
- 1995: Mortal Kombat
- 1996: Independence Day
- 1996: Mission: Impossible
- 1997: Im Körper des Feindes (Face/Off)
- 1997: Starship Troopers
- 1998: Godzilla
- 1999: Being John Malkovich
- 2000: Mission to Mars
- 2000: Mission: Impossible II
- 2002: Blade II
- 2002: Halloween: Resurrection
- 2003: Underworld
- 2004: Blade: Trinity
- 2004: Hellboy
- 2006: Underworld: Evolution
- 2006: X-Men: Der letzte Widerstand (X-Men: The Last Stand)
- 2007: Spider-Man 3
- 2007: Fantastic Four: Rise of the Silver Surfer
- 2008: Hellboy – Die goldene Armee (Hellboy II: The Golden Army)
- 2009–2013: Private Practice (Fernsehserie, 41 Episoden)
- 2009–2010: Nip/Tuck – Schönheit hat ihren Preis (Nip/Tuck, Fernsehserie, 18 Episoden)
- 2010: Salt
- 2010–2017: Grey’s Anatomy (Fernsehserie, 125 Episoden)
- 2011: Sucker Punch
- 2011: X-Men: Erste Entscheidung (X-Men: First Class)
- 2012–2017: Scandal (Fernsehserie, 33 Episoden)
- 2012: Marvel’s The Avengers
- 2013: The Call – Leg nicht auf! (The Call)
- 2015–2017: How to Get Away with Murder (Fernsehserie, 8 Episoden)
- 2015–2018: Navy CIS (NCIS, Fernsehserie, 10 Episoden)
- 2015: Insidious: Chapter 3 – Jede Geschichte hat einen Anfang (Insidious: Chapter 3)
- 2015: Scouts vs. Zombies – Handbuch zur Zombie-Apokalypse (Scouts Guide to the Zombie Apocalypse)
- 2016: Batman v Superman: Dawn of Justice
- 2017: I, Tonya
- 2017: The Disaster Artist
- 2018: The Cloverfield Paradox
- 2018–2020: Westworld (Fernsehserie, 18 Episoden)
- 2019: Captain Marvel
- 2019: Zombieland: Doppelt hält besser (Zombieland: Double Tap)
- 2020: Bill & Ted retten das Universum (Bill & Ted Face the Music)

## Nominierungen (Auswahl)
- 2009: Oscar-Nominierung in der Kategorie Bestes Make-up und beste Frisuren für Hellboy 2 – Die goldene Armee